# Melaparthibanur
Melaparthibanur es una ciudad censal situada en el distrito de Ramanathapuram en el estado de Tamil Nadu (India). Su población es de 8232 habitantes (2011). Se encuentra a 48 km de Ramanathapuram y a 58 km de Madurai.

## Demografía
Según el censo de 2011 la población de Melaparthibanur era de 8232 habitantes, de los cuales 4131 eran hombres y 4101 eran mujeres. Melaparthibanur tiene una tasa media de alfabetización del 84,57%, superior a la media estatal del 80,09%: la alfabetización masculina es del 91,85%, y la alfabetización femenina del 77,23%.